# ビーナスは片想い
『ビーナスは片想い』（ビーナスはかたおもい、英:Venus in Love）は、なかじ有紀による日本の漫画作品。『LaLa』（白泉社）にて、1999年4月号から2004年4月号まで連載された。完結後に由樹と洵について描かれた特別編『Ωραιο!』が、同誌2004年6月号に掲載された。本作は同誌の1990年代の主な作品のひとつである。兵庫県にある架空の大学・甲東大学での生活を中心に、芦原紗菜と魚住英知の関係が展開されている。
なかじが画業40周年を迎えた2022年の時点で、最長の作品である。

## あらすじ
芦原紗菜は甲東大学への入学を機に、魚住英知と知り合う。英知の友人・深見慎哉に好意を抱く紗菜であったが、英知も深見のことが好きだと知る。紗菜は恋のライバルである英知と友好を深めるにつれ、英知に対する感情が変化していく。

## 登場人物
芦原 紗菜（あしはら すずな）
甲東大学の新入生。18歳。アパートでは英知の隣の206号室に住んでいる。英知とはすぐに友達になり、親密になる。紗菜は深見に恋をしていたが、英知への想いが高まるにつれて、深見への感情は薄れていく。誕生日は9月10日。
魚住 英知（うおずみ えいち）
紗菜の隣の207号室に住んでいる。深見とは高校で出会ってからずっと親友。単行本の第1巻の後半で深見に恋をし、紗菜のライバルとなる。しかしそれにより紗菜との友情が壊れることはなく、紗菜に対する英知の気持ちは恋愛に変わっていく。考古学者になりたいと考えている。誕生日は3月31日。
池内 由樹（いけうち ゆき）
アパートでは紗菜と英知の隣の205号室に住んでいる。緑色の目をしており、ギリシャ人とのハーフ。アルバイトでモデルをしている。英知に好意を抱き、紗菜と争うが、英知ではなく紗菜のことが好きだと自覚する。誕生日は4月3日。
深見 慎哉（ふかみ しんや）
紗菜や英知、多くの女性から好かれているが、本人は気づいていない。甲東大学の英文科の1年生。誕生日は6月19日。
梶 陽奈子（かじ ひなこ）
紗菜と英知と深見の友人。高校時代に英知に振られている。ギリシャ語の教員の保刈に恋をしている。誕生日は8月5日。
柏木 穂花（かしわぎ ほのか）
服飾科の2年生。深見とは電車の中で出会う。酔っ払っているなど、深見にとって恥ずかしい状況で関わった後、関係を築いていく。誕生日は6月15日。
芦原 智（あしはら さとる）
紗菜の弟。16歳。
魚住 知巳（うおずみ ともき）
英知の弟。紗菜が知巳と出会った時に、髪を黒く染めた英知だと間違えるほど、英知に似ている。卒業後には美容系の学校に進学する。誕生日は5月5日。
魚住 静（うおずみ しずか）
英知と知巳の姉。休暇中にハワイで事故に遭い、亡くなっている。事故の詳細は漫画で説明されていない。誕生日は10月4日。
河内 俊平（かわうち しゅんぺい）
アパートの205号室で、紗菜の右隣の部屋の住人。「ミラクル魔子」のアニメが好きで、紗菜がミラクル魔子に似ていると思っている。

## 作風・テーマ
本作は「性別を超えた恋愛」をテーマに描かれており、ストーリーと絵柄の両方を売りとしている。
なかじは本作を発表したことにより、世界的な躍進を遂げた。本作もそうであるが、ほかに『ZIG☆ZAG』など、なかじの作品は学生をテーマとしており、若い読者をターゲットにした内容となっている。

## 制作背景
作者のなかじによると、「特に印象に残っているシーン」は「お互いに告白することもなく、戦友という立場でいかに自然にキスをするか」という部分に工夫を凝らしたという「英知と紗菜の初キスシーン」である。「何かに抗ってジタバタしてる男の子が好き」ななかじの作品には「かわいい系の男の子」がメインの作品が多いが、中でも一番お気に入りのキャラクターとして本作の英知を挙げている。

## 評価
書評家のジョイ・キムによると、本作のなかじのキャラクターデザインは、典型的な少女漫画らしいスタイルとなっている。画面のレイアウトがわかりやすく描かれており、快適に見られるため、同じ髪色の登場人物を区別することが困難な場合があっても、それは小さな問題に過ぎないという。

## 書誌情報
- なかじ有紀『ビーナスは片想い』白泉社〈花とゆめコミックス〉、全12巻
  1. 1999年11月初版発行、ISBN 4-592-17641-3
  2. 2000年4月初版発行、ISBN 4-592-17642-1
  3. 2000年8月初版発行、ISBN 4-592-17643-X
  4. 2001年2月初版発行、ISBN 4-592-17644-8
  5. 2001年8月初版発行、ISBN 4-592-17645-6
  6. 2002年1月初版発行、ISBN 4-592-17646-4
  7. 2002年6月初版発行、ISBN 4-592-17647-2
  8. 2002年11月初版発行、ISBN 4-592-17648-0
  9. 2003年3月初版発行、ISBN 4-592-17649-9
  10. 2003年10月初版発行、ISBN 4-592-17650-2
  11. 2004年3月初版発行、ISBN 4-592-18061-5
  12. 2004年7月初版発行、ISBN 4-592-18062-3